# Judo na Letních olympijských hrách 1980 – muži – lehká váha
Zápasy v judu na XXII. Letních olympijských hrách v kategorii lehkých vah mužů proběhly v Moskvě, 30. července 1980.

## Finále
| Finále     |            |
| ---------- | ---------- |
| Neil Adams | Ezio Gamba |
| Ezio Gamba | Ezio Gamba |

## Opravy / O bronz
Do oprav se dostali judisté, kteří během turnaje prohráli svůj zápas s jedním ze dvou finalistů.
| opravy          | opravy         | o bronz             |                     |
| --------------- | -------------- | ------------------- | ------------------- |
| Michael Picken  | Michael Picken | Edward Alkśnin      | Karl-Heinz Lehmann  |
| Maurice Nkamden | Michael Picken | Edward Alkśnin      | Karl-Heinz Lehmann  |
|                 | Edward Alkśnin | Edward Alkśnin      | Karl-Heinz Lehmann  |
|                 |                | Karl-Heinz Lehmann  | Karl-Heinz Lehmann  |
| Fahad Al-Farhan | Christian Dyot | Christian Dyot      | Ravdangín Davádalaj |
| Christian Dyot  | Christian Dyot | Christian Dyot      | Ravdangín Davádalaj |
|                 | Kim Pjong-kun  | Christian Dyot      | Ravdangín Davádalaj |
|                 |                | Ravdangín Davádalaj | Ravdangín Davádalaj |

## Pavouk
|   | 1/32                 | 1/16                 | čtvrtfinále         | semifinále          | finále     |
| - | -------------------- | -------------------- | ------------------- | ------------------- | ---------- |
| A | volný los            | Alonzo Henderson     | Niokhor Diongue     | Karl-Heinz Lehmann  | Neil Adams |
| A | volný los            | Alonzo Henderson     | Niokhor Diongue     | Karl-Heinz Lehmann  | Neil Adams |
| A | Niokhor Diongue      | Niokhor Diongue      | Niokhor Diongue     | Karl-Heinz Lehmann  | Neil Adams |
| A | Rukoz Rukoz          | Niokhor Diongue      | Niokhor Diongue     | Karl-Heinz Lehmann  | Neil Adams |
| A | Cornel Roman         | Seppo Myllylä        | Karl-Heinz Lehmann  | Karl-Heinz Lehmann  | Neil Adams |
| A | Seppo Myllylä        | Seppo Myllylä        | Karl-Heinz Lehmann  | Karl-Heinz Lehmann  | Neil Adams |
| A | Johann Leo           | Karl-Heinz Lehmann   | Karl-Heinz Lehmann  | Karl-Heinz Lehmann  | Neil Adams |
| A | Karl-Heinz Lehmann   | Karl-Heinz Lehmann   | Karl-Heinz Lehmann  | Karl-Heinz Lehmann  | Neil Adams |
| B | Paul Diop            | Halldór Guðbjörnsson | Edward Alkśnin      | Neil Adams          | Neil Adams |
| B | Halldór Guðbjörnsson | Halldór Guðbjörnsson | Edward Alkśnin      | Neil Adams          | Neil Adams |
| B | Anelson Vieira       | Edward Alkśnin       | Edward Alkśnin      | Neil Adams          | Neil Adams |
| B | Edward Alkśnin       | Edward Alkśnin       | Edward Alkśnin      | Neil Adams          | Neil Adams |
| B | George Hamaiko       | Maurice Nkamden      | Neil Adams          | Neil Adams          | Neil Adams |
| B | Maurice Nkamden      | Maurice Nkamden      | Neil Adams          | Neil Adams          | Neil Adams |
| B | Michael Picken       | Neil Adams           | Neil Adams          | Neil Adams          | Neil Adams |
| B | Neil Adams           | Neil Adams           | Neil Adams          | Neil Adams          | Neil Adams |
| C | Abdoulaye Diallo     | Ravdangín Davádalaj  | Ravdangín Davádalaj | Ravdangín Davádalaj | Ezio Gamba |
| C | Ravdangín Davádalaj  | Ravdangín Davádalaj  | Ravdangín Davádalaj | Ravdangín Davádalaj | Ezio Gamba |
| C | Manuel Chavez        | Tamaz Namgalauri     | Ravdangín Davádalaj | Ravdangín Davádalaj | Ezio Gamba |
| C | Tamaz Namgalauri     | Tamaz Namgalauri     | Ravdangín Davádalaj | Ravdangín Davádalaj | Ezio Gamba |
| C | Neofitos Aresti      | Ronny Nilsson        | Ricardo Tuero       | Ravdangín Davádalaj | Ezio Gamba |
| C | Ronny Nilsson        | Ronny Nilsson        | Ricardo Tuero       | Ravdangín Davádalaj | Ezio Gamba |
| C | Isam Tombakdži       | Ricardo Tuero        | Ricardo Tuero       | Ravdangín Davádalaj | Ezio Gamba |
| C | Ricardo Tuero        | Ricardo Tuero        | Ricardo Tuero       | Ravdangín Davádalaj | Ezio Gamba |
| D | Ezio Gamba           | Ezio Gamba           | Ezio Gamba          | Ezio Gamba          | Ezio Gamba |
| D | Fahad Al-Farhan      | Ezio Gamba           | Ezio Gamba          | Ezio Gamba          | Ezio Gamba |
| D | Christian Dyot       | Christian Dyot       | Ezio Gamba          | Ezio Gamba          | Ezio Gamba |
| D | Vojo Vujević         | Christian Dyot       | Ezio Gamba          | Ezio Gamba          | Ezio Gamba |
| D | Džilali Ben-Brahim   | Kim Pjong-kun        | Kim Pjong-kun       | Ezio Gamba          | Ezio Gamba |
| D | Kim Pjong-kun        | Kim Pjong-kun        | Kim Pjong-kun       | Ezio Gamba          | Ezio Gamba |
| D | volný los            | Károly Molnár        | Kim Pjong-kun       | Ezio Gamba          | Ezio Gamba |
| D | volný los            | Károly Molnár        | Kim Pjong-kun       | Ezio Gamba          | Ezio Gamba |